# Leszek Żyliński
Leszek Tadeusz Żyliński (ur. 19 października 1954 w Przemyślu) – polski germanista, historyk literatury, profesor zwyczajny nauk humanistycznych.

## Życiorys

### Wykształcenie i działalność naukowa
Po studiach germanistycznych w Łodzi, Berlinie i Wrocławiu od 1982 roku pracował na Uniwersytecie Mikołaja Kopernika w Toruniu. Stopień doktora uzyskał w 1987 roku na Uniwersytecie Wrocławskim, habilitował się w 1998 roku na UMK w Toruniu na podstawie monografii Heinrich Bölls Poetik der Zeitgenossenschaft. Tytuł naukowy profesora otrzymał w 2013 roku. Od 2004 roku kierował Zakładem Literatury i Kultury XIX i XX wieku w Katedrze Filologii Germańskiej UMK, przekształconym w roku 2019 w Katedrę Literatury i Kultury Krajów Niemieckojęzycznych XIX–XXI wieku. Od października 2024 roku profesor emerytowany.
Główne zainteresowania w pracy badawczej: literatura i kultura niemieckiego obszaru językowego od Romantyzmu do współczesności, pamięć kulturowa, europejski dyskurs w tradycji niemieckiej, debaty tożsamościowe, relacje polsko-niemieckie. 
W latach 1999–2002 oraz 2005–2008 pełnił funkcję prodziekana Wydziału Filologicznego, natomiast przez dwie kadencje 2002–2005 i 2008–2012 był członkiem Senatu UMK. W latach 2017–2024 przez dwie kadencje przewodniczył Uniwersyteckiej Radzie Bibliotecznej.
W latach 2001–2010 był redaktorem (wraz z Edwardem Białkiem) serii wydawniczej „Zrozumieć Niemcy” (Wydawnictwo Atut), w której ukazało się 10 tomów. Jest członkiem rad naukowych czasopism „Litteraria Copernicana”, „Thalloris”, „Wortfolge/Szyk słów”, „Etudes Germaniques” (Paryż). 
W 2001 roku został członkiem Kapituły Nagrody miast Torunia i Getyngi im. Samuela Bogumiła Lindego. W latach 2013–2020 był członkiem komisji przyznającej Nagrodę im. Friedricha Gundolfa Niemieckiej Akademii Języka i Literatury. W latach 2009–2023 pełnił funkcję konsultanta naukowego w zakresie literatury polskiej w Kindlers Literatur Lexikon.
Wypromował ok. 100 magistrów oraz pięcioro doktorów (m.in. Katarzyna Norkowska, Aleksandra Burdziej), prowadził wykłady gościnne oraz uczestniczył w konferencjach na uniwersytetach w Niemczech, Francji, Danii, Chorwacji, Litwie i Ukrainie.

### Aktywność pozauniwersytecka
W 1989 roku założył Towarzystwo Polsko-Niemieckie w Toruniu, które działa do dzisiaj. Przez wiele lat związany ze Wspólnotą Kulturową Borussia (członek Rady Fundacji oraz Rady Redakcyjnej czasopisma 2003–2017). W latach 1993–2015 był opiekunem naukowym NKJO w Toruniu. Wielokrotnie prowadził akademie letnie Studienstiftung des deutschen Volkes.

## Nagrody i wyróżnienia
- 2007: Medal z okazji 200. rocznicy wydania Słownika Języka Polskiego Samuela Bogumiła Lindego
- 2009: wybór do Niemieckiej Akademii Języka i Literatury[9]
- 2010: wybór do Societas Jablonoviana
- 2018: Srebrny Krzyż Zasługi[10][5][11][12]
- 2024: Medal za zasługi położone dla rozwoju Uczelni (UMK)[13]
- 2025: Medal Komisji Edukacji Narodowej[14]
- wielokrotnie nagrody rektora UMK

## Wybrane publikacje
- Heinrich Bölls Poetik der Zeitgenossenschaft, Toruń 1997, ISBN 83-231-0860-9.
- Europejskie wizje pisarzy niemieckich w XX wieku, Poznań 2003, ISBN 83-7177-288-2.
- Die Quarantäne. Deutsche und österreichische Literatur der fünfziger Jahre zwischen Kontinuität und Neubeginn (z Edwardem Białkiem), Wrocław 2004, 2. rozsz. wyd. 2006, ISBN 978-3934038608.
- Świadek wieku zaślepienia. Polska recepcja twórczości Eliasa Canettiego (z Edward Białek), Wrocław 2006, ISBN 83-7432-118-0.
- O kondycji Niemiec. Tożsamość niemiecka w debatach intelektualistów po 1945 roku, wybór i opracowanie Joanna Jabłkowska i Leszek Żyliński, Poznań 2008, ISBN 978-83-7177-563-5.
- Die Eigenart der polnischen Rezeption von Günter Grass, Oldenburg 2009, ISBN 978-3-8142-1187-9.
- Europa w niemieckiej myśli XIX–XXI wieku, Toruń 2012, ISBN 978-83-231-2789-5[15].
- Od Prus do Europy. Szkice o tożsamości narodowej Niemców, Toruń 2014, ISBN 978-83-231-3292-9[16].
- Dwadzieścia lat nagrody miast partnerskich Torunia i Getyngi im. Samuela Bogumiła Lindego 1996–2015, Toruń 2016, ISBN 978-83-801-9436-6.
- Wokół romantyzmu, wybór, wstęp i opracowanie Tomasz Waszak i Leszek Żyliński, Poznań 2016, ISBN 978-83-64864-55-1.
- Tropy. Fragmenty i zapiski, Toruń 2019, ISBN 978-83-231-4188-4[17].
- Pisząc, zmieniam świat. Heinrich Böll czytany współcześnie, (red.) Renata Dampc-Jarosz i Leszek Żyliński, Kraków 2019, ISBN 97883-242-3528-5.
- Zmienne pola dialogu. Rzecz o Polakach i Niemcach, Toruń 2020, ISBN 978-83-231-4416-8.